# Phaio bacchans
Phaio bacchans là một loài bướm đêm thuộc phân họ Arctiinae, họ Erebidae.